# Віпсово
Віпсово (пол. Wipsowo, нім. Wieps) — село в Польщі, у гміні Барчево Ольштинського повіту Вармінсько-Мазурського воєводства.
Населення — 736 осіб (2011).
У 1975-1998 роках село належало до Ольштинського воєводства.

## Демографія
Демографічна структура станом на 31 березня 2011 року:
|          | Загалом | Допрацездатний вік | Працездатний вік | Постпрацездатний вік |
| -------- | ------- | ------------------ | ---------------- | -------------------- |
| Чоловіки | 362     | 78                 | 253              | 31                   |
| Жінки    | 374     | 61                 | 252              | 61                   |
| Разом    | 736     | 139                | 505              | 92                   |